# زهراكار (مقاطعة دورة)
زهراكار (بالفارسية: زهراکار) هي قرية تقع في قسم ويسيان الريفي (مقاطعة دورة) في إيران. يقدر عدد سكانها بـ 209 نسمة بحسب إحصاء 2016.